# 哈蒙頓 (加利福尼亞州)
哈蒙頓（英語：Hammonton）是位於美國加利福尼亞州尤巴縣的一個非建制地區。該地的面積和人口皆未知。

## 地理
哈蒙頓的座標為39°11′35″N 121°25′15″W / 39.19306°N 121.42083°W，而該地的平均海拔高度為40米（即135英尺）。